# Viadotto di Borovnica
Il viadotto di Borovnica (in sloveno Borovniški viadukt, in tedesco Franzdorfer Viadukt) è un ex viadotto ferroviario a Borovnica, in Slovenia.

## Storia

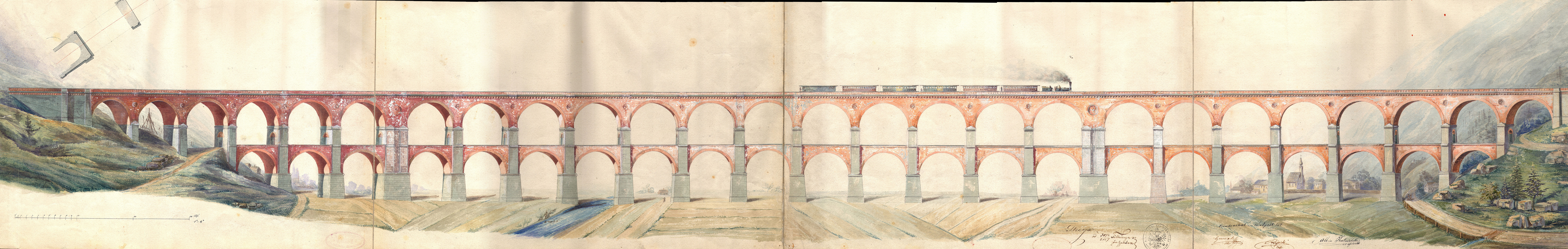
Il viadotto - progetto originale

Il viadotto fu completato nel 1856 e attraversava la Valle Borovnica lungo il percorso da Vienna a Trieste via Lubiana. Durante la sua costruzione e per alcuni decenni successivi fu il più grande ponte in pietra d'Europa. Era lungo 561 metri e alto 38 metri.
La struttura fu progettata da Carlo Ghega e la sua costruzione iniziò nel 1850 e durò fino all'agosto 1856, quando il primo treno lo attraversò. Si trattava di una struttura a due piani; il primo piano era composto da 22 archi e il secondo da 25 archi. Era sostenuta da 24 colonne in pietra lavorata che poggiavano su pilastri di legno conficcati nel terreno argilloso della palude. Gli archi erano costruiti in mattoni. La costruzione richiese un milione di metri cubi di pietra frantumata, cinque milioni di mattoni e un milione di metri cubi di blocchi di pietra.

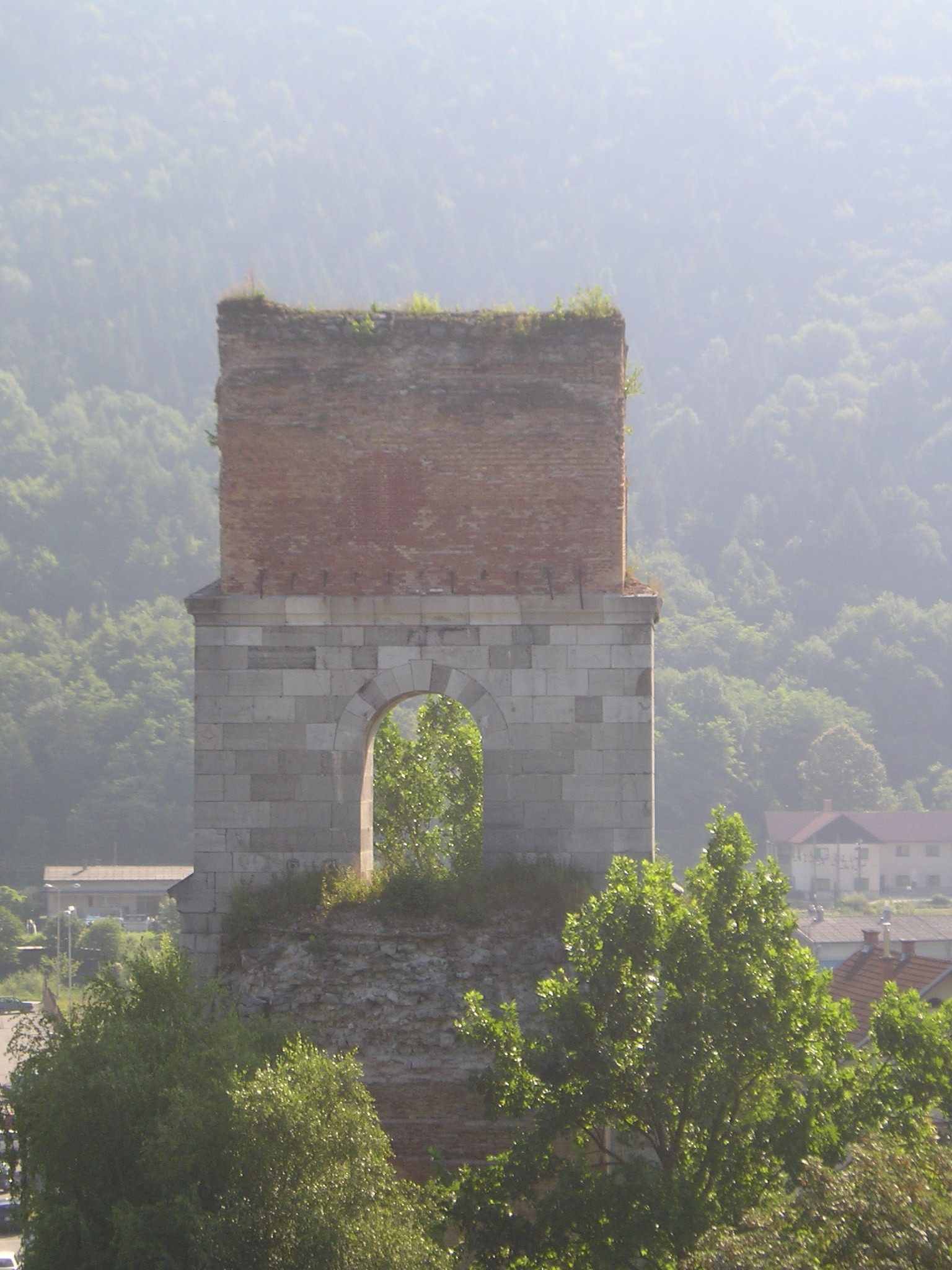
I resti del viadotto ferroviario

Il viadotto era in cattive condizioni già prima della Seconda Guerra Mondiale. L'acqua si era infiltrata nel viadotto per decenni, indebolendo i mattoni, e i pilastri di quercia che lo sostenevano stavano iniziando a marcire, con il risultato che l'intera struttura si stava gradualmente indebolendo. I treni che lo attraversavano dovevano rallentare a 5 chilometri all'ora. All'inizio della Seconda guerra mondiale in Jugoslavia, l'esercito jugoslavo in ritirata fece saltare una parte del ponte; le forze italiane sostituirono la parte mancante del viadotto con una struttura in ferro. Dopo la ritirata degli italiani, le forze tedesche costruirono un percorso di aggiramento del viadotto a causa del pericolo rappresentato dai sempre più frequenti attacchi aerei. Dopo l'ultimo grande attacco aereo alleato del 1944, il viadotto parzialmente distrutto non fu riparato. Nel 1947 la ferrovia fu deviata verso il margine della Valle Borovnica, dove passa anche oggi. La parte rimanente del viadotto fu gradualmente smantellata entro il 1950. Oggi rimane solo un'unica colonna del viadotto, che si erge nel centro di Borovnica.